# Saurav Ghosal
Saurav Ghosal, né le 10 août 1986 à Calcutta, est un joueur professionnel de squash représentant l'Inde. Il atteint en mars 2019 la dixième place mondiale sur le circuit international, son meilleur classement. Il est champion d'Inde à 13 reprises entre 2005 et 2017. Il est champion d'Asie en 2019.
En février 2017, il se marie avec Diya Pallikal, la sœur de la joueuse Dipika Pallikal.

## Biographie
Au championnat du monde 2018-2019, il atteint pour la première fois les quarts de finale, ne s'inclinant que face à Simon Rösner et confirme quelques semaines plus tard au tournoi Grassohpper Cup en atteignant à nouveau les quarts de finale. Au classement du mois d'avril 2019, il devient le premier Indien à intégrer le top 10. Il confirme en remportant les Championnats d'Asie de squash 2019 sans concéder un seul jeu.
Il prend sa retraite sportive en avril 2024 mais il annonce son retour en février 2025 afin de participer aux Jeux asiatiques et au Jeux olympiques de 2028 et s'impose dès son tournoi de rentrée.

## Palmarès

### Titres
- Open de Malaisie : 2021
- CCI International : 2017
- Windy City Open : 2012
- Championnats d'Asie : 2019
- Championnats d'Inde : 13 titres (2005-2013, 2015-2017, 2020)
- Championnats d'Asie par équipes : 2 titres (2014[10], 2022)

### Finales
- Open de Pittsburgh : 2020
- Open de Macao : 2017
- Open de Colombie : 2015
- CCI International : 2015
- Championnats d'Asie : 2017